# Live in Japan (album Carpenters)
Live In Japan – pierwszy koncertowy album w dyskografii duetu The Carpenters. Ukazał się nakładem wytwórni A&M Records 7 marca 1975 pod numerem katalogowym GSW 301/2. Jest to zapis z występów w Japonii w czerwcu 1974. Album zawiera m.in. nową wersję przeboju „Sing” nagranym z udziałem chóru dziecięcego z Kioto.

## Lista utworów[1]
Strona A
1. „Medley” – 13:24
  1. „Superstar"
  2. „Rainy Days and Mondays” (Paul Williams, Roger Nichols)
  3. „Goodbye to Love” (Richard Carpenter, John Bettis)
  4. „Top of the World” (Richard Carpenter, John Bettis)
  5. „Help” (John Lennon, Paul McCartney)
2. „Mr. Guder” – 3:46
3. „(They Long to Be) Close to You” (Burt Bacharach, Hal David) – 3:25
4. „Jambalaya (On the Bayou)” (Hank Williams) – 3:18
5. „Yesterday Once More” (Richard Carpenter, John Bettis) – 1:40
6. „Hurting Each Other” (Peter Udell, Gary Geld) – 1:47

Strona B
1. Oldies Medley – 17:15
  1. „Little Honda"
  2. „The End of the World"
  3. „Runaway"
  4. „Da Doo Ron Ron"
  5. „Leader of the Pack"
  6. „Johnny Angel"
  7. „Book of Love"
  8. „Shuboom"
  9. „Daddy’s Home"
  10. „Johnny B. Goode"
2. „Sing” (Joe Raposo) – 3:05
3. „Sometimes” – 2:33
4. „We've Only Just Begun” (Paul Williams, Roger Nicholls) – 2:59
5. „For All We Know” (Fred Karlin, Arthur James, Robb Wilson) – 2:31

## Twórcy
- Aranżacja – Richard Carpenter
- Klarnet – Doug Strawn
- Perkusja – Cubby O`Brien, Karen Carpenter
- Gitara basowa – Bob Messenger, Danny Woodhams, Tony Peluso
- Fortepian elektryczny – Richard Carpenter
- Flet – Bob Messenger
- Gitara – Tony Peluso
- Orkiestracja – Richard Carpenter
- Organy – Doug Strawn, Tony Peluso
- Fortepian – Richard Carpenter
- Saksofon – Bob Messenger
- Syntezator – Richard Carpenter, Tony Peluso
- Wokal – Danny Woodhams, Doug Strawn, Karen Carpenter, Pete Henderson, Richard Carpenter
- Producent – Karen Carpenter, Richard Carpenter
- Inżynier dźwięku – Kazuo Nagao, Ray Gerhardt, Roger Young